# Résurrection (revue)
Pour les articles homonymes, voir Résurrection (homonymie).
Résurrection est une revue bimestrielle catholique française d'actualité et de formation, fondée en 1956 par Maxime Charles, aumônier de la Sorbonne et fondateur du Centre Richelieu. Sa vocation est « d'approfondir la théologie puisée aux sources de l'Écriture et des Pères de l'Église pour contribuer à répondre aux interrogations les plus pressantes de son temps ».

## Présentation
Depuis l'origine, la revue est rédigée par des étudiants et de jeunes universitaires, et soutenue par les plus grands noms de la théologie, comme les cardinaux Daniélou, de Lubac, Balthasar, et les pères Bouyer ou encore Le Guillou. Elle s'appuie et se déploie à partir de trois axes majeurs : la théologie, la prière (surtout l’Adoration eucharistique) et l’apostolat.   
La revue Résurrection est à l'origine de réalisations, dont le renouveau de l'Adoration au Sacré-Cœur de Montmartre dans les années 1970, le lancement de la Communauté Aïn Karem pour les missions paroissiales en 1985, la fondation de l'Arche de Noé pour les défavorisés en 1987 ou encore la naissance d'une paroisse missionnaire à Saint-Germain-l'Auxerrois à Paris en 1990 autour de son curé, le Père Michel Gitton, directeur de la revue. Ses initiatives se sont développées dans le cadre du mouvement Résurrection, d'abord composé exclusivement des rédacteurs potentiels de la revue, qui s'est élargi dans les années 1990 à ceux qui avaient fait l'expérience de l'Adoration et de l'apostolat dans le cadre de la basilique du Sacré-Cœur de Montmartre. 